# Caenolestes
Caenolestes è un genere di opossum toporagno, ossia di marsupiali appartenenti alla famiglia Caenolestidae. Comprende quattro specie.

## Descrizione
Sono marsupiali di piccola taglia; la lunghezza del corpo, testa compresa, è tra 9 e 14 cm. La coda è altrettanto lunga e non prensile. Le zampe anteriori sono più corte di quelle posteriori. Il pelo, corto e folto, è grigio o marrone e può essere di colore uniforme o più chiaro nella regione ventrale. Il muso è lungo e appuntito, gli occhi piccoli e poco acuti, le orecchie rotonde. Le femmine sono prive di marsupio.

## Distribuzione e habitat
Vivono nei boschi e praterie dell'estremità settentrionale delle Ande, dal Perù settentrionale al Venezuela.

## Biologia
Le abitudini sono poco note: per la scarsa accessibilità del loro habitat le informazioni su questo genere derivano dalla cattura di pochi esemplari. Si pensa siano fondamentalmente insettivori, ma si nutrono anche di vegetali e probabilmente di cuccioli di vertebrati.

## Sistematica
Comprende le seguenti specie:
- Caenolestes caniventer (Opossum toporagno dal ventre grigio)
- Caenolestes condorensis (Opossum toporagno delle Ande)
- Caenolestes convelatus (Opossum toporagno settentrionale)
- Caenolestes fuliginosus (Opossum toporagno scuro)